# Dmitrowszczyzna III
Dmitrowszczyzna III – dawne futory. Tereny, na których leżały, znajdują się obecnie na Białorusi, w obwodzie witebskim, w rejonie głębockim, w sielsowiecie Ozierce.

## Historia
W czasach zaborów w gminie Zalesie, w powiecie dzisieńskim, w guberni wileńskiej Imperium Rosyjskiego.
W latach 1921–1945 wieś a następnie futory leżały w Polsce, w województwie wileńskim, w powiecie dziśnieńskim, w gminie Zalesie.
Według Powszechnego Spisu Ludności z 1921 roku zamieszkiwało tu 110 osób, 7 było wyznania rzymskokatolickiego, 64 prawosławnego, 1 ewangelickiego a 38 staroobrzędowego. Jednocześnie 7 mieszkańców zadeklarowało polską a 103 białoruską przynależność narodową. Było tu 14 budynków mieszkalnych. W 1931 w 21 domach zamieszkiwało 143 osoby.
Wierni należeli do parafii rzymskokatolickiej w Głębokiem i parafii prawosławnej w Zalesiu. Miejscowość podlegała pod Sąd Grodzki w Łużkach i Okręgowy w Wilnie; właściwy urząd pocztowy mieścił się w Zalesiu.